# Женская сборная Литвы по баскетболу
Женская сборная Литвы по баскетболу — команда, представляющая Литву, на международных соревнованиях по баскетболу. Управляющим органом сборной выступает Литовская федерация баскетбола. Чемпион Европы по баскетболу в 1997 году.

## История
Литовская сборная формировалась дважды. Первый раз с 1936 года по 1940 год, заняв 2-е место на первом чемпионате Европы в 1938 году.
С 1940-х годов до 1990-х литовские баскетболисты выступали за сборную СССР на международных соревнованиях и за сборную Литовской ССР на внутренних соревнованиях СССР.
В 1991 году она стала членом ФИБА, после восстановления независимости Литвы и принятия национальной федерации в ФИБА, сборная вновь получила возможность выступать на международных соревнованиях. Повторный дебют на международной арене состоялся на чемпионате Европы в 1995 году. На следующем чемпионате Европы 1997 года сборная стала чемпионом.
В 1998 году сборная Литвы выступала на чемпионате мира, где заняла 6-е место, данный результат команда повторила в 2006 году.

## Результаты

### Чемпионат мира
- 1998 6°
- 2002 11°
- 2006 6°

### Чемпионат Европы
- 1938  2°
- 1995 5°
- 1997  1°
- 1999 6°
- 2001 4°
- 2005 4°
- 2007 6°
- 2009 12°
- 2011 7°
- 2013 13°
- 2015 8°
- 2025 8°

## Состав

### Чемпионы Европы 1997 года
- Реда Алелюнайте-Янковска
- Ирена Баранаускайте-Визбарене
- Лина Браздейките
- Йоланта Вилутите
- Лина Дамбраускайте
- Анета Каушайте
- Юргита Каушайте
- Раса Крейвите
- Даля Куртинайтене
- Рима Пятроните-Браженене
- Юргита Штреймиките-Вирбицкене
- Йовита Ютелите

Тренеры: Видас Гядвилас и Альгирдас Паулаускас

### Текущий состав
Состав на матчи со сборными Албании и Турции в 2019 году.

### Игроки
| Игрок                | Оригинальное имя      | Клуб                  |
| -------------------- | --------------------- | --------------------- |
| Санта Балткойене     | Santa Baltkojienė     | Лулея Баскет          |
| Манте Кведеравичюте  | Mantė Kvederavičiūtė  | Иглз                  |
| Гинтаре Пятроните    | Gintarė Petronytė     | Умана Рейер Венеция   |
| Моника Григалауските | Monika Grigalauskytė  | Измит Беледьеспор     |
| Лаура Юшкайте        | Laura Juškaitė        | Горзув Велькопольски  |
| Лаура Мишкинене      | Laura Miškinienė      | Артего                |
| Эгле Шикшнюте        | Eglė Šikšniūtė        | Касторс Брен          |
| Габия Мяшконите      | Gabija Meškonytė      | Висла                 |
| Гедре Лабуцкене      | Giedrė Labuckienė     | АЗС УМЦС              |
| Габриэле Шульске     | Gabrielė Šulskė       | Кибиркштис-МРУ        |
| Раса Книзайте        | Rasa Knyzaitė         | Айстес-ЛСМУ           |
| Камиле Нацицкайте    | Kamilė Nacickaitė     | Манн-Фильтер Сарагоса |
| Юсте Йоците          | Justė Veronika Jocytė | АСВЕЛ                 |

### Тренерский штаб
- Главный тренер — Мантас Шернюс;
- Ассистент тренера — Юргита Штреймиките-Вирбицкене;
- Ассистент тренера — Сандра Линкявичене;
- Ассистент тренера — Вилюс Станишаускас;
- Менеджер — Лина Браздейките.